# Catherine Salles
Pour les articles homonymes, voir Salles.
Catherine Salles, née le 19 janvier 1940, est une historienne française et une latiniste, spécialiste de la société dans la Rome antique. Elle est professeure émérite de latin et de civilisations antiques à l'université Paris-Nanterre.

## Biographie
Catherine Salles naît le 19 janvier 1940. Au fil de ses études, elle passe l'agrégation de lettres classiques, puis réalise une thèse de doctorat en lettres intitulée L'écrivain, le livre, le public dans le monde occidental de la mort d'Auguste à l'avènement d'Hadrien, à l'université Paris-IV en 1981. En 1993, elle devient maître de conférences à l'université Paris X Nanterre, spécialiste des civilisations antiques. Elle devient par la suite professeure émérite de latin et de civilisations antiques à l'université Paris-X Nanterre. En 2019, elle fait partie du comité éditorial de la revue d'histoire Historia.

## Publications
- 1982 : Les Bas-Fonds de l'Antiquité, Robert Laffont, réédité chez Payot (1994) puis Payot & Rivages (2003).
- 1985 :  Tibère : le second César, Robert Laffont
- 1985 : participation à la série "Histoire de France illustrée", Larousse.
- 1990 : Spartacus et la révolte des gladiateurs, Complexe.
- 1992 : Lire à Rome, Les Belles Lettres.
- 1993 : L'Ancien Testament, Belin.
- 1993 : L'Antiquité romaine : des origines à la chute de l'Empire, Larousse.
- 2000 : L'art de vivre au temps de Julie, fille d'Auguste, Nil éditions.
- 2001, direction d'ouvrage avec Sabine Melchior-Bonnet : Histoire du mariage, éditions La Martinière.
- 2001 : Louis XV : les ombres et les lumières, Tallandier.
- 2002 : La Rome des Flaviens : Vespasien, Titus, Domitien, Perrin.
- 2003 : Quand les dieux parlaient aux hommes : introduction aux mythologies grecque et romaine, Tallandier
- 2003, avec François Trassard et Sophie Royer :  La vie des Grecs au temps de Périclès, Larousse, coll. "L'Histoire au quotidien".
- 2004 : La vie des Romains au temps des Césars, Larousse, coll. "L'Histoire au quotidien.
- 2005 : La mythologie grecque et romaine, Hachette, coll. "Pluriel".
- 2006, avec des illustrations de Jean-Claude Golvin : Voyage chez les empereurs romains : Ier siècle av. J.-C.-IVe siècle apr. J.-C., Actes Sud.
- 2009 : Et Rome brûla, Larousse, coll. "L'Histoire comme un roman".
- 2010, avec Guy De la Bédoyère : La Rome antique pour les nuls, traduit par Violaine Decang-Iglesias et adapté par Catherine Salles, First éd, coll. "Pour les nuls".
- 2011 : L'amour au temps des Romains, First éd.
- 2011 : La mythologie pour les nuls, First éd.
- 2013, avec des photographies de Frédéric Lontcho : Les grands sites archéologiques de Rome [Texte imprimé] : promenade dans la ville antique, Archéologie nouvelle.
- 2013, avec des illustrations de Jean-Claude Golvin : Le théâtre romain et ses spectacles, Archéologie nouvelle.
- 2014 : Tacite, Œuvres complètes, introduction et traduction nouvelle de Catherine Salles, Robert Laffont.
- 2015 :  Le grand incendie de Rome : 64 ap. J.-C., Tallandier, coll. "Texto".
- 2019 :  Néron : empereur des arts, Perrin.